# Касуґа (Фукуока)

Ка́суґа (яп. 春日市, かすがし, МФА: [kasuga ɕi̥]?) — місто в Японії, в префектурі Фукуока.     Отримало статус міста 1972 року. Площа становить 14,15 км². Станом на 1 липня 2012 року населення складало 107 825  осіб, густота населення — 7620 осіб/км².     

## Історія
Касуґа отримала статус міста 1 квітня 1972 року.